# عيد اعتناق الصقالبة للإسلام
عيد اعتناق الصقالبة للإسلام هو عيد وطني أقره البرلماني التتاري عام 2010، احتفالًا بالذكرى 1100 على بعثة أحمد بن فضلان واعتناقهم للإسلام، ويصادف العيد 21 أيار/مايو من كل عام.

## التاريخ
قبل قيام الإمبراطورية الروسية وتمددها، كانت آسيا الوسطى وشماله، موطن قبائل متعددة معظمهم من قبائل الأتراك، وقلة منهم من القبائل الإيرانية مثل الطاجيك، إلا أن القبائل التركية التي تمددت في الشمال من آسيا الوسطى، لم يصل لها الإسلام، وبعض من وصلها الإسلام قد ارتد جزء منها مثل الأتراك الغزية، كما وصفهم أحمد بن فضلان، وقد استوطنت هذه القبائل التركية شمال آسيا الشرقي وعاشت في بيئات صعبة، وبعكس أهل القوقاز مثل الشيشان وداغستان والذين وصل لهم الإسلام بسبب الحكم الإسلامي واحتكاكهم مع الفرس، فالقبائل التركية التي عاشت في مناطق نائية، لم تعتنق الإسلام. ولكن منطقة بعيدة، تقع اليوم في روسيا ولها حكم ذاتي، وهي تتارستان، قرر ألمش بن يلطوار ملك الصقالبة - أو ما يُعرف اليوم ببلغار الفولغا اعتناق الإسلام.

## أول عيد
صادف يوم 21 مايو الذكرى الـ 1100 لاعتناق بلغار الفولغا أو الصقالبة للإسلام. بدأت الاستعدادات للاحتفال بالذكرى السنوية العظيمة لهذا الحدث التاريخي، الذي حدث في عام 922، قبل بضع سنوات بأحداث مختلفة وتنفيذ العديد من المبادرات، واليوم أقيم احتفاله الختامي الذي طال انتظاره. حضر الحدث الاحتفالي الممثل الخاص الرئيس للاتحاد الروسي لدى منظمة التعاون الإسلامي رمضان عبد اللطيبوف، وقسم السياسة الداخلية في الإدارة الرئاسية الروسية أناتولي فيليجزهانين، ونائب وزير الثقافة في الاتحاد الروسي، والأمينة التنفيذية للجنة التنظيمية الفيدرالية أولغا ياريلوفا، ورئيس تتارستان رستم مينيخانوف، ومستشار الدولة في تتارستان مينتيمير شايمييف، ونائب رئيس الوزراء وزير جمهورية تتارستان، ورئيس المجلس الوطني للمؤتمر العالمي للتتار فاسيل شايخرازييف. ومن بين المفتين: رئيس مسلمي تتارستان كامل حضرة ساميغولين، والمفتي الأعلى لروسيا، ورئيس الإدارة الروحية المركزية للمسلمين طلعت حضرة تاج الدين، ورئيس الإدارة الروحية لمسلمي جمهورية قراتشاي-شركيس، ورئيس مركز تنسيق مسلمي شمال القوقاز إسماعيل حاجي بردييف، ورئيس الإدارة الروحية للمسلمين في الاتحاد الروسي رافيل حضرة عين الدين، ورئيس الإدارة الروحية لمسلمي جمهورية قراتشاي-شركيس، جمعية مسلمي روسيا، ورئيس الإدارة الروحية لمسلمي مدينة موسكو والمنطقة الوسطى (مفتي موسكو) ألبير حضرة كرغانوف، ومتروبوليتان قازان وتتارستان كيريل وشخصيات دينية بارزة أخرى في روسيا. بالإضافة إلى ذلك، انضمت وفود من 76 دولة إلى الحدث. وفي المجموع، وقد حضر الحدث الاحتفالي الرئيس في تتارستان أكثر من 20 ألف شخص.